# Draiser Hof

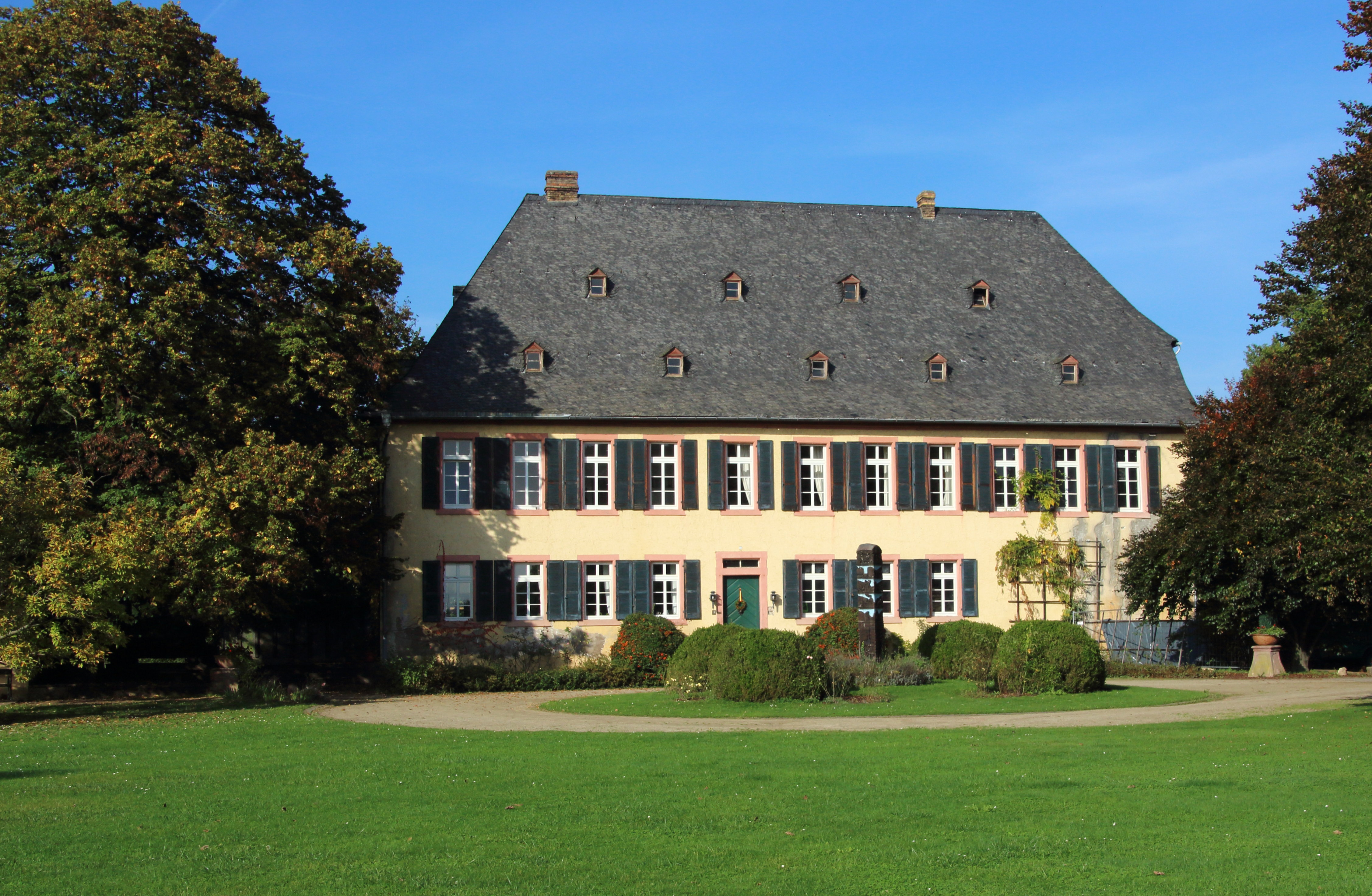
Draiser Hof,
heute Weingut Baron Knyphausen

Der Draiser Hof in der Gemarkung von Eltville an der Grenze zu Erbach im Rheingau war der erste Wirtschaftshof des Zisterzienserklosters Eberbach und ist seit Ende des 19. Jahrhunderts Sitz des VDP-Weingutes Baron Knyphausen.

## Geschichte
Im Jahr 1141 schenkte der Mainzer Erzbischof Markolf den Mönchen des nahegelegenen Klosters Eberbach ein sumpfiges Gelände westlich von Eltville. Nach umfangreichen Entwässerungsarbeiten durch die Mönche konnte ein erster Wirtschaftshof und Weinlagerplatz entstehen, dem kurze Zeit später der Klosterhof Reichartshausen bei Oestrich folgte. Die Anbindung an den Rhein, der vor der Rheinregulierung noch direkt am Hof vorbeifloss, war für die Klosterwirtschaft von Eberbach von größter Bedeutung. 1163 wurde der Hof erstmals als cellarium erwähnt, sein Name führt sich möglicherweise auf das althochdeutsche Wort triesch,d. h. wasserreich zurück. Durch Schenkungen und Ankäufe konnte der Besitz stetig vergrößert werden. Mit der heute verlandeten Nonnenaue am anderen Rheinufer bei Heidesheim, die sich das Kloster mit Kloster Gottesthal teilte, verfügte der Hof über Land zum Obstanbau. Nach Zerstörungen im Dreißigjährigen Krieg wurde der Hof neu aufgebaut und 1727 das heutige Gutshaus nach Plänen des Eberbacher Mönches Bernhard Kirn errichtet. 
Im Rahmen der Säkularisation gelangte das Gut 1803 in den Besitz des Herzogs Friedrich August von Nassau-Usingen, der es seinem Minister Hans Christoph Ernst von Gagern für seine Dienste für Nassau während der Säkularisations-Verhandlungen schenkte. Bereits 1815 verkaufte von Gagern den Hof an den Eltviller Amtskeller Georg Herber. Nach Karl Wilhelm Georg von Bodelschwingh-Plettenberg, der das Gut 1818 von Herber übernahm, erbte 1845 sein Enkel Carl Gisbert Wilhelm von Bodelschwingh-Plettenberg den Besitz. Über sein einziges Kind, Wilhelmine, gelangte das Gut an die Freiherren zu Innhausen und Knyphausen (durch Heirat 1867 mit Dodo Alexander Freiherr zu Innhausen und Knyphausen). Der Draiser Hof verfügt heute neben dem Weingut auch noch über ein Gutshotel.

## Beschreibung
Umgeben von einer alten Mauer liegt das Gut in einem Park mit Weinbergen. Westlich des zweigeschossigen Herrenhauses befindet sich eine Remise, das sogenannte "Kohlenhäuschen", entstanden wie das Herrenhaus im 18. Jahrhundert. Im Nordosten steht ein Kelterhaus aus dem Anfang des 19. Jahrhunderts. Ein Teich soll noch aus der Gründungszeit des Hofes stammen. Nach einem Brand um 1890 wurden die übrigen Wirtschaftsgebäude neu errichtet.